# Tabarcia
Tabarcia – dystrykt w Kostaryce, w kantonie Mora, w prowincji San José.

## Geografia
Tabarcia ma powierzchnię 40,39 kilometrów kwadratowych i leży na wysokości 817 m n.p.m..

## Demografia
Według spisu z 2011 roku dystrykt Tabarcia liczył 4 703 mieszkańców.

## Transport

### Transport drogowy
Przez dystrykt Tabarcia biegną następujące drogi krajowe:
- Droga krajowa nr 209